# Pendle Hill
Pendle Hill är en kulle i Storbritannien.   Den ligger i grevskapet Lancashire och riksdelen England, i den centrala delen av landet, 300 km nordväst om huvudstaden London. Toppen på Pendle Hill är 548 meter över havet.
Terrängen runt Pendle Hill är varierad.Runt Pendle Hill är det tätbefolkat, med 530 invånare per kvadratkilometer. Närmaste större samhälle är Blackburn, 17,8 km sydväst om Pendle Hill. Trakten runt Pendle Hill består i huvudsak av gräsmarker.